# Madison (Wisconsin)
Madison is de hoofdstad van de Amerikaanse staat Wisconsin. Bij de volkstelling van 2000 had Madison 208.054 inwoners en daarmee is het de op een na grootste stad van Wisconsin, na Milwaukee, dat ongeveer 125 kilometer oostelijker ligt. Madison is ook de hoofdstad van Dane County. Verder huisvest de stad de Universiteit van Wisconsin, een van de vooraanstaande "public universities" in de Verenigde Staten.
De stad is vernoemd naar James Madison, de vierde president van de VS.

## Demografie
Van de bevolking is 9,2 % ouder dan 65 jaar en bestaat voor 35,3 % uit eenpersoonshuishoudens. De werkloosheid bedraagt 1,8 % (cijfers volkstelling 2000).
Ongeveer 4,1 % van de bevolking van Madison bestaat uit hispanics en latino's, 5,8 % is van Afrikaanse oorsprong en 5,8 % van Aziatische oorsprong.
Het aantal inwoners steeg van 190.816 in 1990 naar 208.054 in 2000.

## Klimaat
In januari is de gemiddelde temperatuur −8,9 °C, in juli is dat 21,7 °C. Jaarlijks valt er gemiddeld 784,4 mm neerslag (gegevens op basis van de meetperiode 1961-1990).

## Plaatsen in de nabije omgeving
De onderstaande figuur toont nabijgelegen plaatsen in een straal van 12 km rond Madison.

## Bekende personen uit Madison

### Geboren
- Vinnie Ream Hoxie (1846–1914), beeldhouwster
- Thornton Wilder (1897–1975), schrijver van romans en toneelstukken
- Ira Loren Wiggins (1899-1987), botanicus
- Hendrik Wade Bode (1905–1982), technicus, uitvinder, auteur en wetenschapper
- John Bardeen (1908-1991), natuurkundige en Nobelprijswinnaar (1956 en 1972)
- Frederic Prokosch (1908-1989), schrijver en dichter
- Helene Madison (1913-1970), zwemster
- Arthur Goldberger (1930-2009), econometrist
- Gena Rowlands (1930-2024), actrice
- Peter Barrett (1935–2000), zeiler
- Michael Cole (1940-2024), acteur
- Tyne Daly (1946), actrice
- Jeffrey Wijnberg (1951), Nederlands columnist en psycholoog
- Carie Graves (1953-2021), roeister
- Mary Sweeney (1953), filmmonteur, scenarioschrijfster en producente
- Peter Mueller (1954), schaatser, later schaatscoach
- Chris Noth (1954), acteur
- Annie Laurie Gaylor (1955), activist voor atheïsme, secularisme en vrouwenrechten
- Dan Immerfall (1955), langebaanschaatser
- Lori Monk (1956), schaatsster[2]
- Connie Carpenter-Phinney (1957), schaatsster, wielrenster
- Kay Lunda (1957), schaatsster
- Bob Suter (1957–2014), ijshockeyer
- Eric Heiden (1958), schaatser
- Beth Heiden (1959), schaatsster
- Bradley Whitford (1959), acteur
- Rob Marshall (1960), toneel- en filmregisseur
- Mary Docter (1961), schaatsster
- Linda Wallem (1961), actrice, schrijfster en producer
- Tammy Baldwin (1962), politicus van de Democratische Partij
- Sherri Steinhauer (1962), golfprofessional
- Sarah Docter (1964), schaatsster
- Chris Farley (1964-1997), komiek en acteur
- Phil Hellmuth (1964), pokerspeler
- Liz Cheney (1966), advocaat en politicus
- Michael Dessen (1967), jazztrombonist, -componist en hoogleraar
- Nick Kiriazis (1969), acteur
- Stacey Abrams (1973), activiste, schrijfster en politica van de Democratische Partij
- Patrick Rothfuss (1973), schrijver van fantasy en een collegedocent
- J.D. Walsh (1974), acteur, schrijver en improvisatietheatermaker
- Casey FitzRandolph (1975), schaatser
- Andrea Anders (1975), actrice
- Neil Walker (1976), zwemmer
- Lindsay Tarpley (1983), voetbalster

### Overleden
- Otis Redding (1941-1967), soulzanger
- Ed Gein (1906-1984), moordenaar
- George Mosse (1918-1999), historicus
- Richard Davis (1930-2023), muzikant

### Trivia
- De Schots-Amerikaanse rockgroep Garbage werd opgericht in Madison